# Luxeed S7
Luxeed S7 – elektryczny samochód osobowy klasy wyższej produkowany pod chińską marką Luxeed od 2023 roku.

## Historia i opis modelu

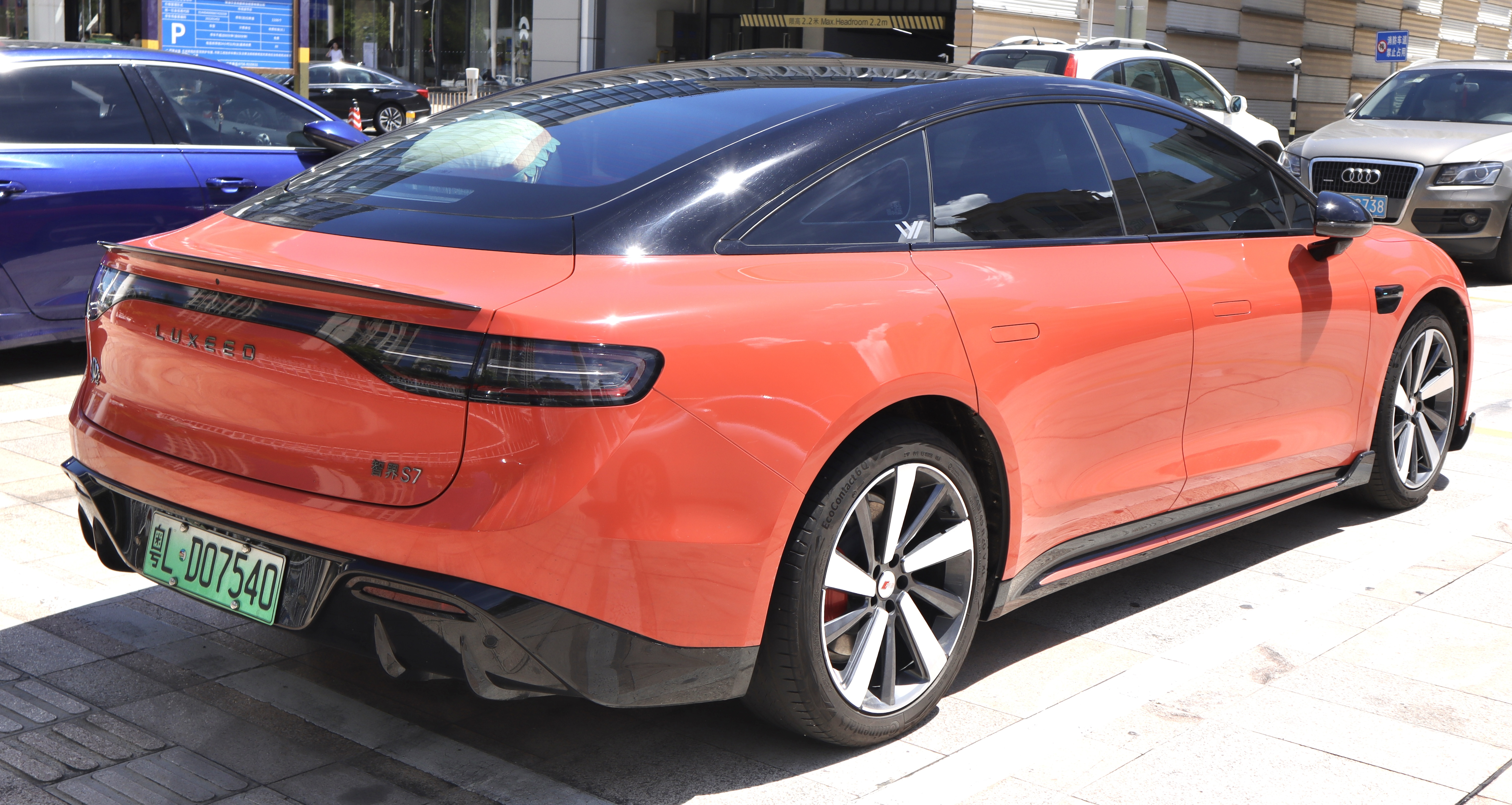
Luxeed S7 - tył

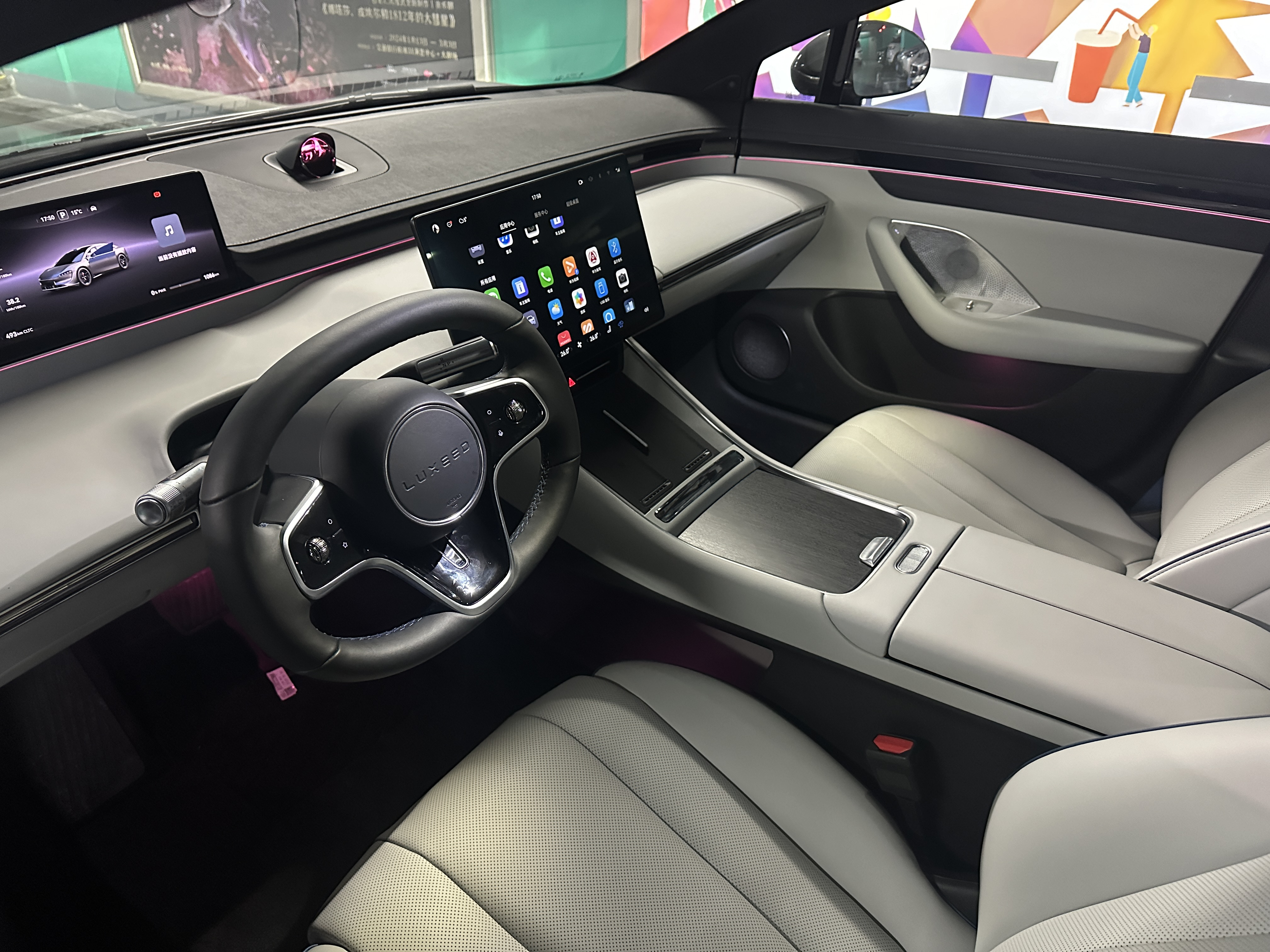
Luxeed S7 - kokpit

W lipcu 2023 sfotografowano pierwsze zamaskowane prototypy nowego samochodu mającego pierwotnie zasilić portfolio samochodowej marki koncernu technologicznego Huawei, Aito Auto. Miesiąc później poinformowano, Huawei tworzy drugą filię o nazwie Luxeed, której pierwszym pojazdem zostaje duża limuzyna S7. Tym razem partnerem do opracowania samochodu od Huawei został chiński koncern motoryzacyjny Chery, który odpowiedzialny był m.in. za dostarczenie płyty podłogowej oraz mocy produkcyjnych. Luxeed S7 oparty został na platformie E0X współdzielonej z nową generacją dużych luksusowych limuzyn koncernu Chery, Exeed Sterra ES i Exeed Sterra ET.
Pod kątem stylistycznym Luxeed S7 wyróżnił się smukłą sylwetką o łagodnie poprowadzonej, łukowatej linii dachu, a także relatywnie krótkim zwisie przednim oraz tylnym. Takie proporcje pozwoliły na uzyskanie najlepszego w swojej klasie współczynnika oporu powietrza równego 0,203 Cd, uzyskując lepszy parametr m.in. od konkurencyjnej Tesli Model S. Zarówno pas przedni, jak i tylny przyozdobiły obłe lampy połączone pasem świetlnym, z kolei chowane klamki i przeszklony dach zapewniły usmuklenie sylwetki.
Kabina pasażerska została utrzymana w awangardowym wzornictwie, z owalnym kołem kierownicy oraz wyniesionym do góry ekranem cyfrowych zegarów. Centralny ekran dotykowy zyskał przekątną 12,3 cala. Huawei odpowiedzialne było m.in. za dostarczenie systemu multimedialnego HarmonyOS, a także rozbudowanego systemu półautonomicznej jazdy ADS 2.0 wspieranego przez LiDAR umieszczony przy krawędzi przedniej szyby, a także boczne kamery skanujące otoczenie.

### Sprzedaż
Luxeed S7 powstał z myślą o na wewnętrznym rynku chińskim, tworząc gamę marek elektrycznych koncernu Huawei w ramach oddziału HIMA razem z Aito. Sprzedaż rozpoczęła się tuż po rynkowym debiucie, w listopadzie 2023, wzbudzając duże zainteresowanie wśród chińskich nabywców: producent w ciągu trzech tygodni zgromadził 20 tysięcy zamówień.

### Dane techniczne
Luxeed S7 to samochód w pełni elektryczny, który trafił do sprzedaży w specyfikacji z napędem tylnym lub AWD. Pierwszy generuje z jednego silnika elektrycznego umieszczonego przy tylnej osi 292 KM, z kolei drugi, topowy - 496 KM. Producent przewidział trzy rozmiary baterii dostarczonych przez chiński koncern CATL: 62 kWh z 550 kilometrów zasięgu według chińskiej normy CLTC, a także 82 kWh (705 km zasięgu dla RWD i 630 dla AWD) oraz 100 kWh z zasięgiem deklarowanym 855 kilometrów.